# Martarega
Martarega is een geslacht van wantsen uit de familie van de Notonectidae (Bootsmannetjes). Het geslacht werd voor het eerst wetenschappelijk beschreven door White in 1879.

## Soorten
Het genus bevat de volgende soorten:

- Martarega awa Padilla-Gil, 2010
- Martarega barcelos Barbosa, Ribeiro & Nessimian, 2012
- Martarega bentoi Truxal, 1949
- Martarega brasiliensis Truxal, 1949
- Martarega chinai Hynes, 1948
- Martarega gonostyla Truxal, 1949
- Martarega guajira Barbosa, Nessimian & Takiya, 2015
- Martarega guarani Mazzucconi, 2008
- Martarega hondurensis Bare, 1932
- Martarega hungerfordi Truxal, 1949
- Martarega lofoides Padilla-Gil, 2010
- Martarega mcateei Jaczewski, 1928
- Martarega membranacea White, 1879
- Martarega mexicana Truxal, 1949
- Martarega moreira Ribeiro & Nessimian
- Martarega nessimiani Barbosa & Rodrigues, 2013
- Martarega nieseri Barbosa, Ribeiro & Nessimian, 2012
- Martarega oriximinaensis Barbosa, Nessimian , Ribeiro & Ferreira-Keppler, 2010
- Martarega pacifica Manzano, Nieser & Caicedo, 1995
- Martarega pydanieli Barbosa, Ribeiro & Nessimian, 2012
- Martarega siolii Barbosa, Nessimian & Takiya, 2015
- Martarega uruguayensis (Berg, 1883)
- Martarega williamsi Truxal, 1949